# Ellenton (Florida)
Ellenton es un lugar designado por el censo ubicado en el condado de Manatee en el estado estadounidense de Florida. En el Censo de 2010 tenía una población de 4.275 habitantes y una densidad poblacional de 366,8 personas por km².

## Geografía
Ellenton se encuentra ubicado en las coordenadas 27°31′36″N 82°31′36″O / 27.52667, -82.52667. Según la Oficina del Censo de los Estados Unidos, Ellenton tiene una superficie total de 11.65 km², de la cual 8.45 km² corresponden a tierra firme y (27.49%) 3.2 km² es agua.

## Demografía
Según el censo de 2010, había 4.275 personas residiendo en Ellenton. La densidad de población era de 366,8 hab./km². De los 4.275 habitantes, Ellenton estaba compuesto por el 68.54% blancos, el 6.92% eran afroamericanos, el 0.42% eran amerindios, el 0.89% eran asiáticos, el 0% eran isleños del Pacífico, el 20.94% eran de otras razas y el 2.29% pertenecían a dos o más razas. Del total de la población el 30.97% eran hispanos o latinos de cualquier raza.